# Hyatt Regency Albuquerque
Hyatt Regency Albuquerque es un hotel con una altura de 78 metros, 20 pisos y 395 habitaciones ubicado en 330 Tijeras Avenue NW en el centro de Albuquerque, la ciudad más poblada del estado de Nuevo México (Estados Unidos). El edificio es el segundo más alto de Albuquerque y el hotel más alto. Fue construido en 1990 como parte del complejo Albuquerque Plaza de usos múltiples en el lado sur de la Plaza Cívica, que también incluye el Albuquerque Plaza.
El complejo Albuquerque Plaza fue diseñado por Hellmuth, Obata, y Kassabaum y construido en 1990.

## Servicios
El hotel ofrece una decoración sudoeste con vistas a la montaña o la ciudad, y es el único alojamiento de cuatro estrellas en el centro de Albuquerque. "Forqué Bar and Grill" es un restaurant él está el hotel y ofrece buena comida de la cafetería estándar y los servicios en el salón del vestíbulo. Otras comodidades incluyen una piscina climatizada en la azotea, bañera de hidromasaje, gimnasio asistido las 24 horas. El centro de conferencias de 2200 m² consta de cuatro salones de baile, tres salas de juntas y 22 salas de reuniones.

## Arquitectura
El Hyatt Regency tiene una altura de 78 m y 20 pisos, lo que lo convierte en el segundo edificio más alto de Nuevo México tanto por altura como por piso. La torre, de planta aproximadamente cuadrada con proyecciones angulares, está situada en el extremo norte del bloque y contiene 395 habitaciones de hotel. Se eleva 18 pisos por encima de una base de dos pisos que se comparte con la torre de oficinas de Albuquerque Plaza. El primer piso contiene un paseo comercial, mientras que el segundo piso alberga salas de banquetes y conferencias. El complejo fue diseñado por HOK Architects y es un ejemplo de arquitectura postmoderna. Está construido de hormigón armado con molduras de granito rosa, y ambas torres están cubiertas con distintivos techos piramidales que contienen equipos mecánicos.